# Curiosum
Curiosum es el sexto álbum de estudio de la banda berlinesa Cluster (octavo, si se consideran sus dos álbumes colaborativos con Brian Eno). Fue lanzado en 1981, y sería el último trabajo en estudio de Cluster en ser publicado por Sky Records. Es también el último disco del dúo antes de un receso que se extendería por 8 años, hasta la grabación de Apropos Cluster.
En cuanto a su sonido, Curiosum hace honor a su nombre. Lo componen siete canciones relativamente cortas de melodías inusuales y poco convencionales. Stewart Mason, en su reseña para allmusic, plantea que la banda "empezó a tomar nota de los grupos a los que inicialmente había inspirado. Los largos experimentos de los primeros álbumes de Cluster quedaron en el pasado". Hans-Joachim Roedelius, por su parte, dice respecto del álbum: "Curiosum es una especie de música mágica y espontánea. 'Nació' en el norte de Austria, en la casa en un amigo, que antes de que él viviera ahí era un monasterio. La principal influencia fue la belleza del campo y la vida rural (baño en el exterior, solo agua helada, calentarse con fuego a leña, cocinar comida fresca cada día, estrellas muy cercanas en el cielo de noche, bosques alrededor, ni una otra gente en absoluto, ningún automóvil). También fue porque Moebius y yo nos habíamos vuelto a ver después de varios años sin contacto, por el equipamiento "rural" (solo un Revox y algunos sintetizadores viejos), por la atmósfera. Pasamos una semana de vacaciones juntos. Creo que Curiosum es el álbum más gracioso que hicimos alguna vez".

## Lista de canciones
Todas las canciones escritas por Hans-Joachim Roedelius y Dieter Moebius.
| N.º | Título               | Duración |  |
| 1.  | «Oh Odessa»          | 3:15     |  |
| 2.  | «Proantipro»         | 7:30     |  |
| 3.  | «Seltsame Gegend»    | 8:00     |  |
| 4.  | «Helle Melange»      | 3:45     |  |
| 5.  | «Tristan in der Bar» | 3:00     |  |
| 6.  | «Charlic»            | 4:40     |  |
| 7.  | «Ufer»               | 8:40     |  |

## Créditos

### Banda
- Hans-Joachim Roedelius
- Dieter Moebius

### Otros
- Arte por Dieter Moebius.